# نهر ماجدالينا
نهر ماجدالينا هو نهر يقع في كولومبيا. ويسمى أيضاً نهر يوما (Spanish: Río Yuma )
هو النهر الرئيسي في كولومبيا ويقع في منتصف النصف الغربي من البلاد، يبلغ طوله 1,540 كيلومتراً ينبع من السفوح الشرقية لجبال الأنديز في جنوب كولومبيا ويتجه نحو الشمال ليصب في البحر الكاريبي و أهم روافده نهر كاوكا و هو صالح للملاحة حتى مسافة 1496 كم.
اتخذ النهر اسمه من الشخصية الموجودة في الإنجيل ماري ماجدالين.

## صور

بويرتو بياسا، ميناء في وسط منطقة ماجدالينا
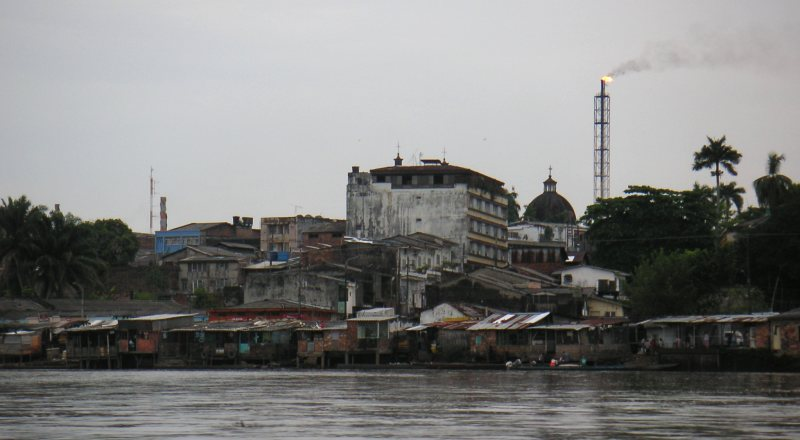
بارانسابيرميجا (ميناء إنتاج النفط)
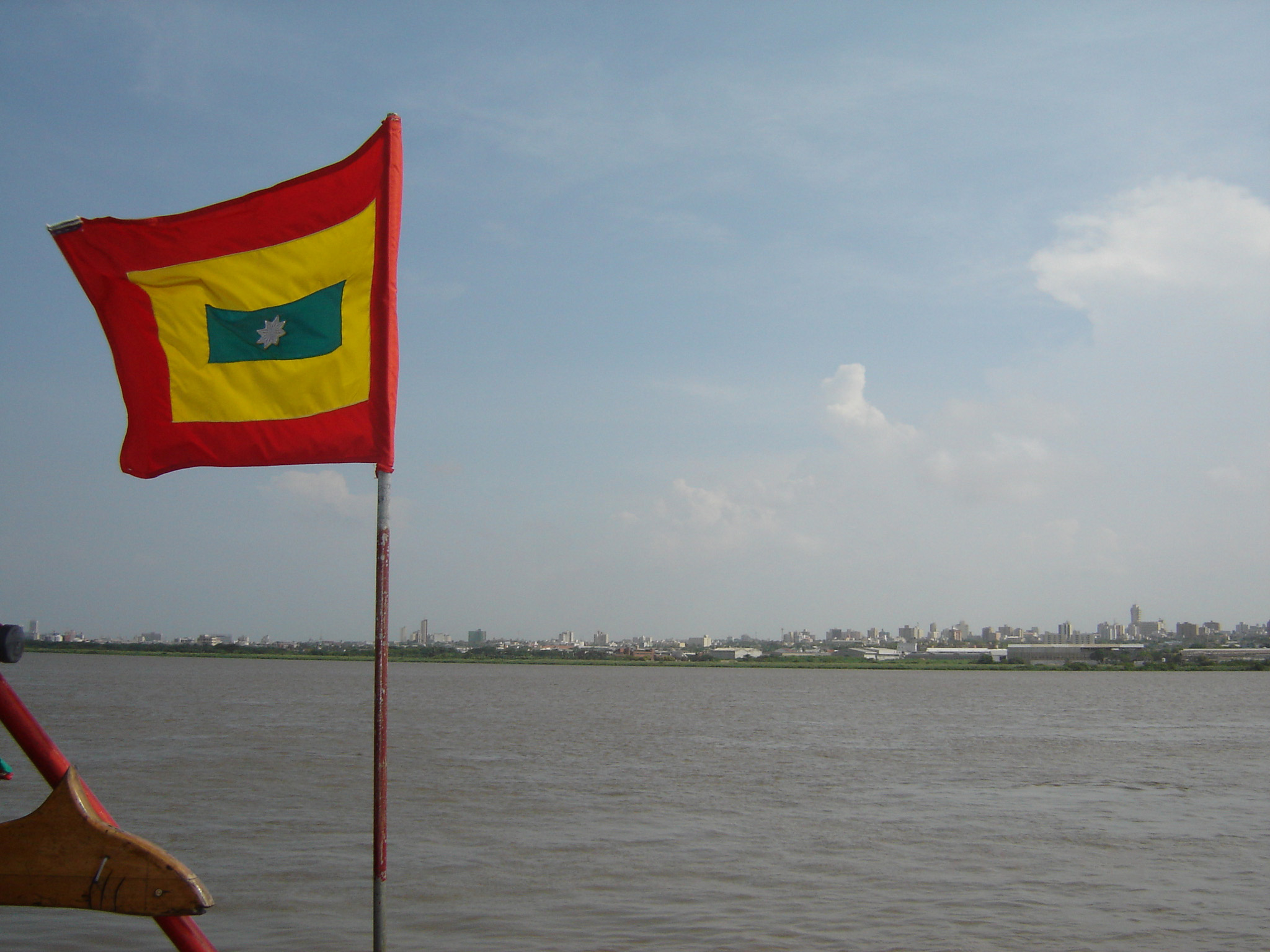
نهر ماجدالينا بالقرب من بارانكويللا